# 野口健司
野口 健司（のぐち けんじ、天保14年（1843年） - 文久3年12月27日（1864年2月4日））は、新選組隊士（副長助勤）。諱は政詰。
水戸藩出身。江戸の百合元昇三道場で神道無念流を学び目録を得る（免許皆伝とも）。同門には新選組幹部となる永倉新八がいた。
文久3年（1863年）2月、浪士組に参加して上洛。江戸帰還に反対して京都に残留して、同年3月の壬生浪士組結成に参画する。水戸藩出身であったために芹沢鴨、新見錦、平間重助、平山五郎ら水戸派（芹沢派）の一人とされている。壬生浪士組では副長助勤となり、結成初期の幹部となった。野口は芹沢と行動を共にして、芹沢が引き起こした乱行である大坂力士の乱闘に関与したと見なされている。八月十八日の政変の際にも出動している。
同年9月、芹沢と平山は試衛館派（近藤派）によって暗殺され、平間は逃亡した。暗殺事件の夜、野口は角屋に残って難を逃れている。これ以前に新見も切腹させられており、事実上水戸派は壊滅した。（子母澤寛は、「鴨川物語」で、野口が芹沢暗殺者に選ばれ、平間を逃がした説を伝えている。）野口だけは粛清されず、その後も幹部の一人として隊に残留したが、同年12月27日に突然切腹を命じられ、安藤早太郎の介錯で切腹した。切腹の原因については明らかではないが、八木源之丞の後年の証言では「ささいなことで詰め腹を切らされたのではないか」とされている。享年21。
一説には、隊士を騙った水戸浪士の訴訟案件に巻き込まれたともいわれる。